# Akenzua I
Akenzua I, död 1740, var Oba, monark, i Kungariket Benin mellan 1713 och 1740.